# Кунстман, Генрих
Генрих Кунстман (нем. Heinrich Kunstmann; 9 декабря 1900, Вильхермсдорф — 2 марта 1964, Гамбург) — германский медик и ультраправый политик. Участник Первой мировой войны, затем боец фрайкоров. Активист НСДАП, штандартенфюрер СА. Известный терапевт, доктор медицины, главный врач в больницах Пфорцхайма и Гамбурга. Функционер государственного здравоохранения Третьего рейха, исследователь-натуропат. Организатор крайне правых политических структур ФРГ, председатель Немецкой имперской партии, основатель Немецкой партии свободы.

## Солдат и врач
В 1918 ушёл добровольцем на Первую мировую войну. После демобилизации состоял во фрайкоре Эпп. В 1921 был членом Баварской гражданской самообороны Георга Эшериха. Отличался ультраправыми националистическими взглядами.
В 1927 получил степень доктора медицины в Вюрцбургском университете. До 1934 работал в университетской клинике Гейдельберга. По медицинской специальности — врач-терапевт.

## Штандартенфюрер медицины
В 1930 Генрих Кунстман вступил в НСДАП. Был активистом Национал-социалистического союза врачей и Национал-социалистического союза немецких доцентов. Состоял в Штурмовых отрядах, имел звание штандартенфюрера СА, командовал медицинским подразделением.
После прихода нацистов к власти Генрих Кунстман получил в государственном ведомстве здравоохранения звание обер-медицинальрата. Был главным врачом городской больницы Пфорцхайма. Имел звание почётного профессора Гейдельбергского университета.
Генрих Кунстман был убеждённым национал-социалистом, однако он не принимал политику Третьего рейха в области религии, принудительную унификацию протестантских церквей Германии. Он состоял в Исповедующей церкви, до 1941 занимал в ней организационные посты.
В 1939 Кунстман по предложению гауляйтера Карла Кауфмана прибыл в Гамбург, чтобы возглавить новую кафедру в Гамбургском университете. Однако медицинский факультет выступил резко против, и Кунстман отказался от этого плана. Занимался натуропатией в гамбургской больнице неотложной помощи. Входил в состав нацистской экологической организации, участвовал в издании медицинских журналов.

## В послевоенной политике
В 1945 Генрих Кунстман как функционер нацистского учреждения был интернирован британскими войсками, на следующий год освобождён. С 1946 работал главным врачом одной из гамбургских больниц. Состоял в синоде евангелической церкви Гамбурга.
Генрих Кунстман активно участвовал в политике ФРГ как ультраправый деятель. Наряду с Вильгельмом Майнбергом, Адольфом фон Тадденом, Отто Гессом, он был одним из основателей Немецкой имперской партии (DRP) в 1950. Несколько раз безуспешно баллотировался в бундестаг. В 1960 Кунстман сменил Майнберга на посту председателя DRP. Выступал с позиций «радикально-националистического пуризма», что приводило к конфликтам с более гибким фон Тадденом (в частности, по вопросу об отношении к НАТО).
Одновременно с политикой продолжал медицинскую деятельность и натуропатическую практику.
В начале 1961 Кунстман вступил в конфликт с фон Тадденом, которого заподозрил в тайных связях с СССР и получении советских субсидий. Подозрения оказались беспочвенными, и Кунстману пришлось уступить фон Таддену председательство в Немецкой имперской партии. После этого Кунстман вышел из DRP и в 1962 вместе с Оскаром Лутцем создал Немецкую партию свободы (DFP), ориентированную на идеологию фрайкоров. Оставался председателем DFP до кончины в 1964.
Активное членство Генриха Кунстмана в НСДАП определяет в целом негативное отношение к нему в современной Германии (в СССР Кунстман даже причислялся к «эсэсовцам», хотя в СС не состоял). В то же время послевоенные взгляды Кунстмана напоминали скорее консервативно-революционное наследие фёлькише, нежели национал-социализм. Кроме того, Генрих Кунстман воспринимается в Германии также как врач-профессионал и администратор здравоохранения.